# Аладдин (мюзикл)
«Аладди́н» (англ. Aladdin) — мюзикл, основанный на одноимённом анимационном фильме студии «Walt Disney Animation Studios» 1992 года. Музыку (как к фильму, так и к театральной постановке) написал Алан Менкен, авторы слов Ховард Эшман, Тим Райс и Чад Беглин. Мюзикл поставлен театральной компанией «Disney Theatrical Productions». Его мировая премьера состоялась в бродвейском театре «Новый Амстердам» 20 марта 2014 года. До этого мюзикл проходил этап предпоказов в Сиэтле (2011), Айвинсе (2012), Сент-Луисе (2012), Торонто (2013) и на Бродвее (с 26 февраля по 15 марта 2014 года).

## История
В ноябре 2010 года Алан Менкен подтвердил, что процесс адаптации анимационного фильма «Аладдин» в мюзикл находится в работе с либретто Чада Беглина. Премьера первого предпоказа состоялась в Сиэтле в театре «Пятая авеню» 7 июля 2011 года. Этот прокат продлился до 31 июля. Джонатан Фриман, который озвучил Джафара в фильме, теперь сыграл эту роль на сцене. Адам Джейкобс и Кортни Рид сыграли, соответственно, Аладдина и Жасмин. Джеймс Монро Айглхарт выступил в роли Джинни. Все они вошли в состав труппы бродвейской версии.
Следующие постановки были в Айвинсе в театре «Туакан» (с июня по октябрь 2012 года), в театре «Мюни» Сент-Луиса ( с 5 по 13 июля 2012 года).
Переработанная версия мюзикла была показана в Торонто с 13 ноября 2013 года по 5 января 2014 года в театре «Эд Мирвиш». Ею также занимались Кэйси Николау в качестве режиссёра и хореографа, Чад Беглин (либретто), Боб Кроули (декорации и дизайн сцены), Грегг Барнс (дизайнер костюмов).
Бродвейская премьера в превью-показах состоялась 26 февраля 2014 года. Стационарный прокат начался с 20 марта в театре «Новый Амстердам», заменив мюзикл «Мэри Поппинс» (закрылся 3 марта 2013 года).

## Сюжет

### Акт I
После увертюры на сцене появляется Джинни, приветствуя аудиторию в ближневосточном городе Аграба. Он отмечает, что Аграба — очень разнообразное место. Город полон почитаемых дворян, обычных неудачников и даже злодеев («Арабская ночь»).
Аладдин (бездомный юноша) с тремя друзьями Кассимом, Омаром и Бабкаком проводит свои дни в Аграбе, промышляя кражей продуктов питания у местных торговцев, чтобы себя прокормить («Один прыжок вперёд»). Аладдин, получив в свой адрес оскорбление „бесполезная уличная крыса“, делится своими мечтаниями, которые хочет показать миру («Один прыжок вперёд» (реприза)). Он признаёт свою вину в воровстве еды и рассказывает, что после смерти матери поклялся никогда не воровать («Гордиться своим сыном»).
Между тем во дворце Аграбы султан ругает свою дочь — принцессу Жасмин — за то, что та отказала очередному претенденту на её руку. Султан требует от неё самой выбрать себе жениха, иначе он сам решит за кого ей выйти замуж. Жасмин выговаривается слугам замка(«Стены дворца»). Визирь Джафар, который пытается захватить трон, со своим помощником Яго ищет способ попасть в Пещеру чудес. Её голос сказал, что внутрь пещеры может войти только достойный человек — как негранённый алмаз. Также пещера показала кто обладает такими свойствами. Им оказался Аладдин. Джафар и Яго отправляются на его поиски.
Во время развлечения местных жителей («Бабкак, Омар, Аладдин, Кассим») Аладдин знакомится с Жасмин, которая накинула на себя одежду простолюдина, чтобы покинуть дворец и познакомиться с жизнью города. После стычки с властями Аладдин приводит принцессу в своё убежище, где они высказывают недовольство своими судьбами друг другу («Расстояние в миллион миль»). Стражники их находят; Жасмин отправляют во дворец, а Аладдина решено казнить, но Джафар сохраняет ему жизнь. Он и Яго ведут парня к Пещере чудес («Необработанный алмаз»). В благодарность за своё спасение Аладдин готов выполнить просьбу визиря: найти и вынести ему золотую масляную лампу, не прикасаясь ни к какой другой вещи. Однако Аладдин не смог удержаться и взял несколько монет. В ответ Пещера чудес закрылась. Находясь в темноте, Аладдин трёт лампу, из которой высвобождается волшебный Джинн (Джинни). Он предлагает парню исполнить любые три желания. Аладдин сначала относится недоверчиво, однако Джинни всё ему разъясняет («Твой самый лучший друг»), не забывая рассказать об ограничениях: хозяин лампы не может пожелать дополнительные желания, кого-то убить, влюбить, воскресить из мёртвых. Хитростью Джинни высвобождает Аладдина из Пещеры чудес, фактически не тратя желание. Чтобы предотвратить это в будущем, Джинни заявил, что не будет исполнять желание пока не услышит от парня слова „я хочу“. На вопрос Аладдина «Чего желаешь ты?», Джинни отвечает: «Свободу». Он является узником лампы. Аладдин обещает, что третьим желанием освободит Джинни. Первым желанием парня было стать принцем, чтобы юридически иметь возможность ухаживать за принцессой Жасмин («Финал первого акта (Твой самый лучший друг (реприза) / Гордиться своим сыном (реприза I))»).

### Акт II
На улицах Аграбы проходит парад во главе с Джинни, Бабкаком, Омаром и Кассимом. Они объявляют о прибытии принца Али Абабуа («Принц Али»). Во дворце Али сообщает султану, что хочет жениться на Жасмин. Принцесса, подслушав разговор, считает Али очередным мелким принцем. Джафар с подозрением относится к новому жениху и сообщает ему где находятся покои Жасмин, надеясь, что случится скандал: поклоннику нельзя находиться в комнате принцессы без надзора. Али приглашает Жасмин совершить с ним прогулку на волшебном ковре-самолёте («Целый новый мир» («Волшебный мир»)). По возвращении принцесса сообщает Али о том, что узнала в нём Аладдина. В своё оправдание он сказал, что на самом деле является принцем, однако иногда облачается в простолюдина, чтобы отвлечься от дворцовой тоски. Жасмин увидела в Али не мелкого и не эгоцентричного человека; желает ему спокойной ночи и целует на прощание. После её ухода Джафар арестовывает принца Али за его нахождение в покоях принцессы без присмотра других людей. Услышав эту новость, Бабкак, Омар и Кассим идут на штурм дворца, чтобы спасти своего друга («Большое приключение»), но их хватают стражники и заточают в темнице. Чтобы их освободить, Аладдин использует второе желание («Кто-то должен тебя обернуть»).
Султан приветствует Али в зале дворца и даёт ему благословение на брак с Жасмин. Это означает, что Аладдин наследует трон в качестве султана на один день. Опасаясь огромной ответственности, Аладдин сообщает Джинни о своём третьем желании для своих нужд, а не для освобождения Джинни. Он обижается, прячется в лампу и отказывается говорить с парнем («Гордиться своим сыном» (реприза II)). Джафар и Яго похищают лампу, которую Аладдин небрежно отбрасывает.
Когда султан сообщает жителям Аграбы о предстоящей свадьбе Жасмин с принцем Али («Принц Али» (реприза султана)), появляется Джафар с рассказом о том, что Али на самом деле „обычная уличная крыса“ по имени Аладдин («Принц Али» (реприза Джафара)). Он становится новым хозяином Джинни. Первое желание Джафара — сделать Жасмин своей пленницей, второе — стать султаном. Джинни неохотно исполняет их. Аладдин внушает визирю, что Джинни в любом случае могущественнее. Тогда Джафар использует третье желание и становится Джинном. Джафар всасывается в лампу, которая будет связана с ним навечно.
Аладдин признаётся Жасмин, что не может больше выдавать себя за принца, несмотря на сильную любовь к ней. Он использует своё последнее желание — даёт свободу Джинни. Видя благородство Аладдина, султан издаёт новый указ: отныне принцесса может выйти замуж за любого полюбившего мужчину. Бабкак, Омар и Кассим становятся королевскими советниками, а Яго арестован. Аладдин и Жасмин женятся, а Джинни собирается в долгожданный отпуск («Финал второго акта (Арабская ночь (реприза) (*) / Целый новый мир (реприза))»).

### Отличия от фильма
- В мюзикле у Аладдина есть три друга: Омар, Бабкак и Кассим. Изначально эти персонажи придумывались для фильма, но были удалены из окончательного сценария[8].
- В мюзикле отсутствуют бессменные спутники главных героев: обезьянка Абу (у Аладдина) и тигр Раджа (у Жасмин).

## Персонажи и актёрский состав
Актёрские составы этапов предпоказа и оригинального бродвейского:
| Персонаж       | Сиэтл                 | Торонто / Бродвей     |
| -------------- | --------------------- | --------------------- |
| Аладдин        | Адам Джейкобс         | Адам Джейкобс         |
| Жасмин         | Кортни Рид            | Кортни Рид            |
| Джинн (Джинни) | Джеймс Монро Айглхарт | Джеймс Монро Айглхарт |
| Джафар         | Джонатан Фриман       | Джонатан Фриман       |
| Султан         | Син Гриффин           | Клифтон Дейвис        |
| Яго            | Дон Деррил Ривера     | Дон Деррил Ривера     |
| Омар           | Эндрю Кинэн-Болджер   | Джонатан Шварц        |
| Бабкак         | Брайан Гонзалес       | Брайан Гонзалес       |
| Кассим         | Брендон О'Нил         | Брендон О'Нил         |

## Музыкальные партии
После смерти Ховарда Эшмана в 1991 году несколько песен было удалено из оригинального фильма. Создатели решили включить их в мюзикл, но некоторые были написаны специально для него. Жанры композиций представляют собой сочетание «классического бродвея» и современных баллад — в соответствии с двумя командами, которые работали над мюзиклом.

### Этап предпоказов
| Акт I - «Арабская ночь» – Бабкак, Омар, Кассим и ансамбль - «Один прыжок вперёд» – Аладдин и ансамбль - «Гордиться своим сыном» (*) – Аладдин - «Арабская ночь» (реприза I) (*) – Бабкак, Омар и Кассим - «Зови меня принцессой» (*) – Жасмин и слуги дворца - «Зови меня принцессой» (реприза) (**) – Жасмин - «Бабкак, Омар, Аладдин и Кассим» (*) – Бабкак, Омар, Аладдин и Кассим - «Расстояние в миллион миль» (**) – Аладдин и Жасмин - «Негранённый алмаз» (**) – Джафар, Яго и Аладдин - «Друг, как я» – Джинни и ансамбль - «Арабская ночь» (реприза II) (*) – Бабкак, Омар и Кассим - «Финал первого акта (Друг, как я (реприза) / Гордиться своим сыном (реприза I))» (**) – Джинни и Аладдин | Акт II - «Принц Али» – Джинни, Бабкак, Омар, Кассим и ансамбль - «Арабская ночь» (реприза III) (**) – Бабкак, Омар и Кассим - «Целый новый мир» («Волшебный мир») – Аладдин и Жасмин - «Большое приключение» (*) – Бабкак, Омар и Кассим - «Кто-то должен тебя обернуть» (**) – Джинни, Аладдин, Бабкак, Омар и Кассим - «Гордиться своим сыном» (реприза II) (**) – Аладдин - «Принц Али» (реприза) – Джафар, Султан и ансамбль - «Выход Джинна (Кто-то должен тебя обернуть (реприза))» (**) – Джинни - «Финал второго акта (Арабская ночь (реприза IV) / Целый новый мир (реприза))» – ансамбль |

### Бродвей
| Акт I - «Увертюра» - «Арабская ночь» – Джинни и ансамбль - «Один прыжок вперёд» – Аладдин и ансамбль - «Один прыжок вперёд» (реприза) - Аладдин - «Гордиться своим сыном» (*) – Аладдин - «Стены дворца» (**) – Жасмин и женский ансамбль - «Бабкак, Омар, Аладдин, Кассим» (*) – Бабкак, Омар, Аладдин, Кассим, Жасмин и ансамбль - «Расстояние в миллион миль» (**) – Аладдин и Жасмин - «Негранённый алмаз» (**) – Джафар, Яго и Аладдин - «Друг, как я» – Джинни, Аладдин и ансамбль - «Финал первого акта (Друг, как я (реприза) / Гордиться своим сыном (реприза I))» (**) - Джинни и Аладдин | Акт II - «Принц Али» – Джинни, Бабкак, Омар, Кассим и ансамбль - «Целый новый мир» («Волшебный мир») – Аладдин и Жасмин - «Большое приключение» (*) – Бабкак, Омар, Кассим и ансамбль - «Кто-то должен тебя обернуть» (**) – Аладдин, Джинни, Бабкак, Омар и Кассим - «Гордиться своим сыном» (реприза II) (**) – Аладдин - «Принц Али» (реприза султана (**) – султан и ансамбль - «Принц Али» (реприза Джафара) – Джафар - «Финал второго акта (Арабская ночь (реприза) (*) / Целый новый мир (реприза))» – главные герои и ансамбль - «Друг, как я» (реприза) – главные герои и ансамбль |

(*) — песни, вырезанные из фильма, но восстановленные для мюзикла; музыка Алана Менкена, тексты песен Ховарда Эшмана.

(**) — новые песни, написанные для мюзикла; музыка Алана Менкена, тексты песен Чада Беглина.

### Оркестр
В оркестре «Аладдина» используется восемнадцать инструментов: три язычковых духовых; три трубы; валторна; тромбон; басс-тромбон; ударная установка; ударные; клавишный I; клавишный II; две скрипки; виолончель; контрабас и гитара.

### Саундтрек
Выход оригинального саундтрека бродвейской постановки на CD состоялся 17 июня 2014 года. Запись и выпуск произведены компанией «Walt Disney Records». В альбом вошли все основные музыкальные партии мюзикла и два бонус-трека.
| №   | Название                        | Текст песни  | Исполнитель                                                   | Длительность |
| --- | ------------------------------- | ------------ | ------------------------------------------------------------- | ------------ |
| 1.  | «Overture» (score)              |              |                                                               | 1:16         |
| 2.  | «Arabian Nights»                | Ховард Эшман | Джеймс Монро Айглхарт                                         | 6:16         |
| 3.  | «One Jump Ahead»                | Тим Райс     | Адам Джейкобс                                                 | 2:09         |
| 4.  | «One Jump Ahead» (Reprise)      |              | Адам Джейкобс                                                 | 0:36         |
| 5.  | «Proud of Your Boy»             | Ховард Эшман | Адам Джейкобс                                                 | 2:21         |
| 6.  | «These Palace Walls»            | Чад Беглин   | Кортни Рид                                                    | 2:40         |
| 7.  | «Babkak, Omar, Aladdin, Kassim» |              | Адам Джейкобс, Джонатан Шварц, Брайан Гонзалес, Брендон О'Нил | 3:48         |
| 8.  | «A Million Miles Away»          | Чад Беглин   | Адам Джейкобс и Кортни Рид                                    | 3:21         |
| 9.  | «Diamond in the Rough»          | Чад Беглин   | Джонатан Фриман, Дон Деррил Ривера и Адам Джейкобс            | 4:18         |
| 10. | «Friend Like Me»                |              | Джеймс Монро Айглхарт                                         | 7:32         |
| 11. | «Act One Finale»                | Чад Беглин   | Адам Джейкобс и Джеймс Монро Айглхарт                         | 2:08         |
| 12. | «Prince Ali»                    |              | Джеймс Монро Айглхарт                                         | 5:55         |
| 13. | «A Whole New World»             |              | Адам Джейкобс и Кортни Рид                                    | 4:07         |
| 14. | «High Adventure»                |              | Джонатан Шварц, Брайан Гонзалес и Брендон О'Нил               | 5:31         |
| 15. | «Somebody's Got Your Back»      |              | Джеймс Монро Айглхарт                                         | 3:24         |
| 16. | «Proud of Your Boy» (Reprise)   |              | Адам Джейкобс                                                 | 1:05         |
| 17. | «Prince Ali» (Sultan Reprise)   |              | Клифтон Дейвис                                                | 1:13         |
| 18. | «Prince Ali» (Jafar Reprise)    |              | Джонатан Фриман                                               | 1:04         |
| 19. | «Finale Ultimo»                 |              | Все исполнители                                               | 2:46         |
| 20. | «Proud of Your Boy» (Бонус)     |              | Адам Джейкобс и Алан Менкен                                   | 2:42         |
| 21. | «Genie Medley» (Бонус)          |              | Джеймс Монро Айглхарт, Адам Джейкобс и Алан Менкен            | 4:03         |

## Постановки

### Предпоказы
| Город (страна)   | Театральная площадка        | Дата открытия | Дата закрытия | Кол-во спектаклей |
| ---------------- | --------------------------- | ------------- | ------------- | ----------------- |
| Сиэтл (США)      | «Пятая авеню»               | 7.07.2011     | 31.07.2011    | 30                |
| Айвинс (США)     | «Туакан»                    | Июнь 2012     | Октябрь 2012  | н.д.              |
| Сент-Луис (США)  | «Мюни»                      | 5.07.2012     | 13.07.2012    | 10                |
| Торонто (Канада) | «Эд Мирвиш»                 | 13.11.2013    | 5.01.2014     | н.д.              |
| Нью-Йорк (США)   | «Новый Амстердам» (Бродвей) | 26.02.2014    | 15.03.2014    | 21                |

### Стационарные
Первой стационарной постановкой за пределами Бродвея должна была стать в Гамбурге (Германия). Компания «Stage Entertainmen Germany» объявляла о планах открыть у себя мюзикл уже в ноябре 2014 года в новом «Театре на Эльбе», но позже отказалась от него в пользу другого проекта — «Чудо Берна». «Аладдина» же решили поставить в театре «Новая Флора». Предпоказы начнутся в ноябре 2015 года, а c 6 декабря стартует стационарный прокат, чем знаменуется европейская премьера мюзикла.
Премьера мюзикла на международном рынке состоялась 24 мая 2015 года в Токио (Япония).
| Город (страна)          | Компания                        | Театральная площадка        | Дата открытия | Дата закрытия    | Кол-во спектаклей   |
| ----------------------- | ------------------------------- | --------------------------- | ------------- | ---------------- | ------------------- |
| Нью-Йорк (США)          | «Disney Theatrical Productions» | «Новый Амстердам» (Бродвей) | 20.03.2014    | в прокате        | 803 (на 31.01.2016) |
| Токио (Япония)          | «Сики»                          | «Дэнцу»                     | 24.05.2015    | в прокате        | 282 (на 31.01.2016) |
| Гамбург (Германия)      | «Stage Entertainment Germany»   | «Новая Флора»               | 06.12.2015    | в прокате        | 64 (на 31.01.2016)  |
| Лондон (Великобритания) | «Disney Theatrical Productions» | «Принц Эдуард» (Вест-Энд)   | 09.06.2016    | Ожидается прокат | 0 (ожидается)       |
| Сидней (Австралия)      | «Disney Theatrical Productions» | «Капитолий»                 | Август 2016   | Ожидается прокат | 0 (ожидается)       |

### Иные
Театры некоторых стран мира ставят у себя на сцене вольные адаптации анимационного фильма на музыку Алана Менкена. Многие из них к названию приставляют слово „мюзикл“, однако они не основывались на оригинальной бродвейской постановке.
| Город (страна)            | Компания                     | Театральная площадка        | Дата открытия | Дата закрытия |
| ------------------------- | ---------------------------- | --------------------------- | ------------- | ------------- |
| Хельсинки (Финляндия)*    | «Полярная иллюзия»           | «Александр»                 | 09.08.2012    | в прокате     |
| Манила (Филиппины)        | «Atlantis Productions, Inc.» | «Meralco Theater»           | 16.11.2012    | 09.12.2012    |
| Санкт-Петербург (Россия)* | «Театр музыкальной комедии»  | «Театр музыкальной комедии» | 23.03.2013    | 27.03.2016    |

(*) — прокат блочного и репертуарного типа.

## Реакция

### Отзывы критиков

#### Предпоказы
После начала предпоказов мюзикла в Торонто 21 ноября 2013 года, пресса откликнулась смешанными отзывами. Издание «National Post» назвал мюзикл «лучшей сценической версией фильма», хваля хореографию, свет, дизайн, сценографию. «CHCH-DT» сказал: «В художественном плане „Аладдин“ — высший сорт. Мюзикл станет классикой». Рецензенты «Globe and Mail» оценили постановку на 2,5 звезды из 4, заявив, что «это строго для деточек». «Торонто Стар» написал: Вы, вероятно, услышите звук оглушительных аплодисментов во время номера „Друг, как я“ в исполнении Джеймса Монро Айглхарта в роли Джинни. Это волнующий момент, из-за которого мы ходим в театр. Но считаю своим несчастным долгом сообщить, что в его [о мюзикле] нынешнем виде ничего до или после него [о моменте] в „Аладдине“ не живёт».

#### Бродвей
Бродвейская постановка в большинстве своём получила положительные отзывы. Том Грир из «Entertainment Weekly» дал мюзиклу оценку „B“, сказав, что «Это один из лучших мюзиклов „Disney“ с комплектом сногсшибательных номеров, которые выигрывают за счёт энергичной хореографии Кэйси Николау, сложных „хамелеонических“ декораций Боба Кроули и блестящих костюмов Грегга Барнса».
Терри Тичут из «Wall Street Journal» высоко оценил работу актёра Джеймса Айглхарта (особенно в песне «Друг, как я»), однако оценка по поводу всего мюзикла оказалась смешанной: «Беда в том, что ничего в первом акте не может приблизиться к этому [о песне «Друг, как я»]. Адам Джейкобс и Кортни Рид, которые играют Аладдина и принцессу, милые, но „мягкие“, и нужное настроение спектакля не поднимается до тех пор, пока не появляется ковёр-самолёт во втором акте. Он [ковёр-самолёт] поразил Бродвей как когда-то летающая машина из „Chitty Chitty Bang Bang“. С появлением коврика „Аладдин“ становится весёлым и остаётся таким до конца».
Мэрилин Стасио из «Variety» дала отрицательную рецензию на мюзикл, написав: «Ковёр-самолёт действительно волшебный. Пещера чудес замечательна. И да, вы услышите мелодии, полюбившиеся вам ещё в фильме. Но „Disney“ в „Аладдине“ будто воскрешает дух покойного Ховарда Эшмана, который вдохновлял фильм и внёс наибольший вклад в тексты песен. Восстановить работу человека, не уважая художественные вкусы, — не есть дань памяти».

### Кассовые сборы
По результатам сто одной недели проката (включая этап предпоказов), «Аладдин» собрал около 146,06 млн. долларов (по данным на 25 января 2016 года). В среднем в неделю мюзикл зарабатывает $1,45 млн., что позволяет ему быть в первой пятёрке еженедельного бродвейского чарта. Средней процент занятости кресел зрительного зала составляет 99,07%.

## Награды и номинации
| Год  | Премия           | Категория                                   | Номинант(ы)                                                                        | Результат |
| ---- | ---------------- | ------------------------------------------- | ---------------------------------------------------------------------------------- | --------- |
| 2014 | «Тони»           | Лучший мюзикл                               | «Disney Theatrical Productions»                                                    | Номинация |
| 2014 | «Тони»           | Лучшее либретто для мюзикла                 | Чад Беглин                                                                         | Номинация |
| 2014 | «Тони»           | Лучшая музыка                               | Алан Менкен (музыка), Ховард Эшман (слова), Тим Райс (слова), и Чад Беглин (слова) | Номинация |
| 2014 | «Тони»           | Лучшая мужская роль второго плана в мюзикле | Джеймс Монро Айглхарт за роль Джинна                                               | Победа    |
| 2014 | «Тони»           | Лучшая хореография                          | Кэйси Николау                                                                      | Номинация |
| 2014 | «Драма Деск»     | Лучший мюзикл                               | «Disney Theatrical Productions»                                                    | Номинация |
| 2014 | «Драма Деск»     | Лучшее либретто для мюзикла                 | Чад Беглин                                                                         | Номинация |
| 2014 | «Драма Деск»     | Лучшая музыка                               | Алан Менкен                                                                        | Номинация |
| 2014 | «Драма Деск»     | Лучшие тексты песен                         | Ховард Эшман, Тим Райс, и Чад Беглин                                               | Номинация |
| 2014 | «Драма Деск»     | Лучший актёр в мюзикле                      | Адам Джейкобс за роль Аладдина                                                     | Номинация |
| 2014 | «Драма Деск»     | Лучший актёр второго плана в мюзикле        | Джеймс Монро Айглхарт за роль Джинна                                               | Победа    |
| 2014 | «Драма Деск»     | Лучшая хореография                          | Кэйси Николау                                                                      | Номинация |
| 2014 | «Драма Лонг»     | Лучший мюзикл                               | «Disney Theatrical Productions»                                                    | Номинация |
| 2014 | «Astaire Awards» | Выдающийся хореограф бродвейского шоу       | Кэйси Николау                                                                      | Номинация |
| 2014 | «Astaire Awards» | Выдающийся танцовщик бродвейского шоу       | Джеймс Монро Айглхарт за роль Джинна                                               | Номинация |

## Интересные факты
- В оригинальной бродвейской постановке роль Джафара исполняет актёр Джонатан Фриман, который озвучил этого персонажа в анимационном фильме «Аладдин». Также он принимал участие в других мюзиклах «Disney Theatrical Productions»: «Русалочка» (роль Гримсби), «Мэри Поппинс» (роли адмирала Бума и председателя банка) и «Красавица и чудовище» (роль Когсворта).
- 10 августа 2014 года бродвейский «Аладдин» побил рекорд недельных кассовых сборов в театре «Новый Амстердам», собрав за двадцать четвёртую неделю проката $1 602 785. До этого рекордсменом был мюзикл «Мэри Поппинс» с результатом $1 587 992[25]. Однако на тридцать третьей неделе (13 октября 2014 года) «Аладдин» выручил уже $1 614 428, обновив собственный рекорд.